# Tina Beiter
 Der er for få eller ingen kildehenvisninger i denne artikel, hvilket er et problem. Du kan hjælpe ved at angive troværdige kilder til de påstande, som fremføres i artiklen.

Tina-Marie Bendix Beiter født Petersen 9 december 1968 er en dansk vægtløfter og diskoskaster.
Beiter har som vægtløfter i IK 99 i København vundet det danske mesterskab flere gange og også været nordisk mester. Hun var den første kvinde i Danmark der stødte over 100 kg. Hun har sat flere danske rekorder og deltaget ved EM og VM.
Beiter startede atletik-karrieren i AK73 byttede senere til Ben Hur og Sparta Atletik, hun vandt sølv på DM i diskoskast 1995 og kastede året efter 44,52.
Beiter er uddannet shippingman og folkeskolelærer. Hun er ansat som afdelingsleder i Københavns Kommune.
Beiter blev 2021 som den første kvinde nogen sinde valgt som vicepræsident i Det Europæiske Vægtløftningsforbund.
Beiter som er gift med Anders Bendix Nielsen, er lillesøster til syvkæmperen Charlotte Beiter.

## Danske vægtløfningsrekorder

### 69 kg klassen
- Stød: 75 kg kg 2. oktober 1998 Aalborg
- Træk: 102,5 9. oktober 1999 København
- Total: 175 kg 9. oktober 1999 København

### 75 kg klassen
- Stød: 72,5 kg 11. december 1999 København
- Træk: 95,5 kg 11. december 1999 København
- Total: 167,5 kg 11. december 1999 København